# Aeroportul Sabha
Aeroportul Sabha (IATA: SEB, ICAO: HLLS) este un aeroport din Libia ce deservește zona Sabha. A fost numit după zona deservită.
Situat la o altitudine de 424 m, aeroportul dispune de o singură pistă.